# Нигкоев, Сергей Георгиевич
Сергей Георгиевич Нигкоев (род. 14 января 1938, Махческ, Северо-Осетинская АССР) — российский политический деятель. Депутат Государственной Думы второго созыва (1995—1999).

## Биография
Избирался депутатом Московского областного Совета народных депутатов (1990—1993).
1995—1999 — депутат Государственной Думы Федерального Собрания РФ второго созыва, был членом Аграрной депутатской группы, заместителем председателя Комитета по аграрным вопросам.
В декабре 1999 г. был избран депутатом Государственной Думы РФ третьего созыва по федеральному списку избирательного объединения КПРФ, отказался от мандата.